# Tityus spelaeus
Espèce
Tityus spelaeus est une espèce de scorpions de la famille des Buthidae.

## Distribution
Cette espèce est endémique du Goiás au Brésil. Elle se rencontre à Posse dans la grotte Gruta Russão II.

## Description
La femelle holotype mesure 53,52 mm, les femelles mesurent de 48,30 à 57,98 mm.

## Étymologie
Son nom d'espèce lui a été donné en référence au lieu de sa découverte, une grotte.

## Publication originale
- Moreno-González, Pinto-da-Rocha & Gallão, 2021 : « Bringing order to a complex system: phenotypic and genotypic evidence contribute to the taxonomy of Tityus (Scorpiones, Buthidae) and support the description of a new species. » ZooKeys, no 1075, p. 33–75 (texte intégral).